# Francis Britius
Francis Britius was een 17e-eeuws monnik wiens geboorte- en sterfdatum niet bekend zijn.
Britius trad toe tot de Orde der Kapucijnen te Rennes en bracht een aantal jaren als missionaris door in de Levant. Daar studeerde hij de talen van het Midden-Oosten en dit kwam zijn superieuren in Rome ter ore. Aldus werd hij daar belast met het vertalen van diverse werken naar het Arabisch.
Zo vertaalde hij het Uittreksel uit de kerkelijke annalen van Baronius (l'Abrégé des annales ecclesiastiques de Baronius) in het Arabisch. Het "uittreksel" omvatte nog altijd drie delen die respectievelijk in 1653, 1655 en 1671 verschenen.
Hiernaast was hij sterk betrokken bij het vertalen van de Bijbel (Vulgaat) in het Arabisch. Deze vertaling verscheen eveneens in 1671.